# Gauri Shankar (berg)
De Gauri Shankar (Devanagari: गौरी शंकर, gaurī śankar; Tibetaans: ཌཟོམོ་ཊསེརིངམ་, Jomo Tseringma; Mandarijn: 赤仁玛峰, Hanyu pinyin: Chìrénmǎ Fēng; de naam is Sanskriet en betekent "de godin en haar consorten", een toespeling op de heilige betekenis die de bewoners van Tibet en Nepal eraan geven) is een berg in de Himalaya. Na de Menlungtse is het de hoogste berg van de Rolwaling Himal.

## Ligging
De Gauri Shankar ligt ongeveer 100 kilometer ten noordoosten van Kathmandu aan de westgrens van de Rolwaling Himal, en tussen Kathmandu en de Mount Everest. Ten westen van de piek ligt de vallei van de Bhote Kosi, die ongeveer 5 km van de Gauri Shankar vandaan ligt. In het noorden ligt de Menlung Chu.

## Kenmerken
De Gauri Shankar heeft twee toppen, waarvan de noordelijke Shankar (een verwijzing naar Shiva) heet en de zuidelijke Gauri. De berg wordt aan alle kanten beschermd door steile hellingen en gehoornde kammen.

## Klimgeschiedenis
In de jaren 50 en 60 werden de eerste pogingen gedaan de Gauri Shankar te beklimmen, maar deze mislukten als gevolg van de weersomstandigheden, lawines en met ijs bedekte hellingen. Tussen 1965 en 1979 was het officieel verboden de berg te beklimmen. In 1979 slaagde een Amerikaans-Nepalese expeditie erin via de westzijde de top te bereiken. In datzelfde jaar beklom een Brits-Nepalese expeditie de zuidwestelijke richel tot aan de zuidelijke top.
Volgens de Himalaya-index is de noordelijke top daarna slechts twee keer opnieuw bereikt: in 1984 door Wyman Culbreth en Ang Kami Sherpa, en in 1986 door Choi Han-Jo en Ang Kami Sherpa.